# Canal (voie d'eau)
Pour les articles homonymes, voir Canal et Chenal.
Ne doit pas être confondu avec Tunnel de dérivation, Conduite forcée ou Cheneau.

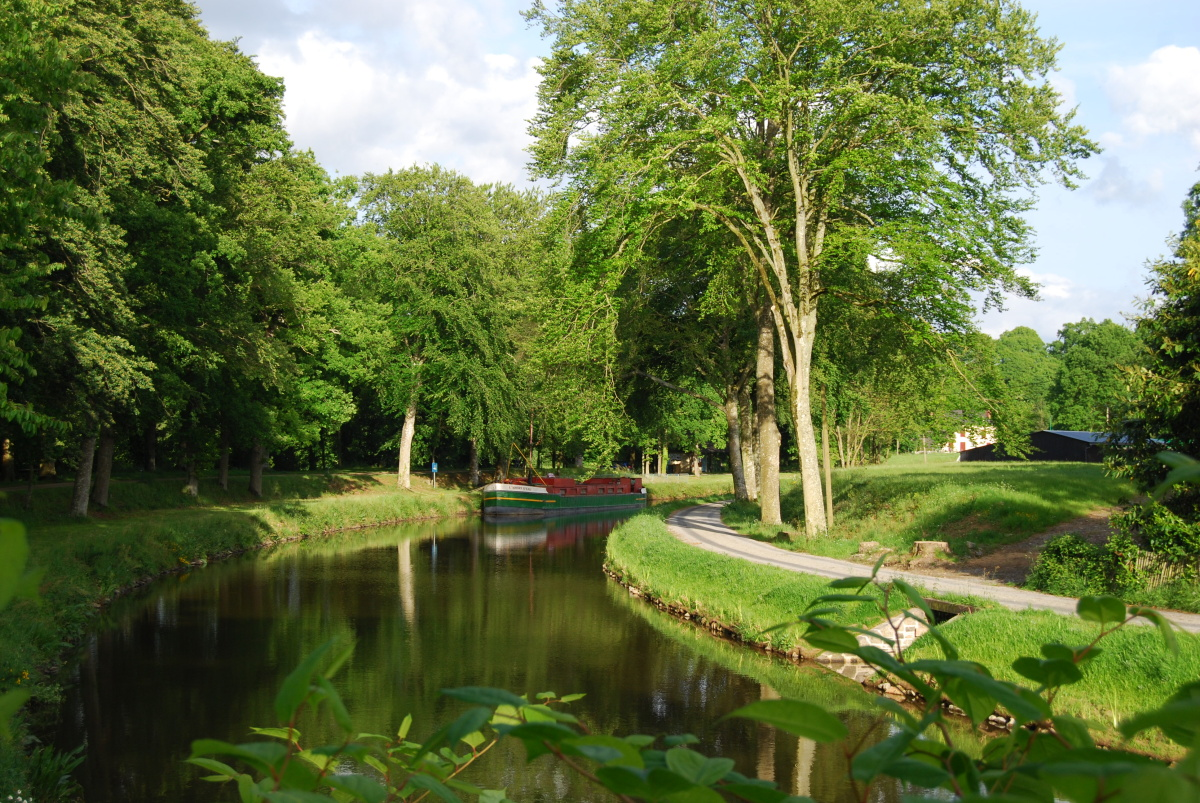
Le canal d'Ille-et-Rance entre Rennes et Saint-Malo.

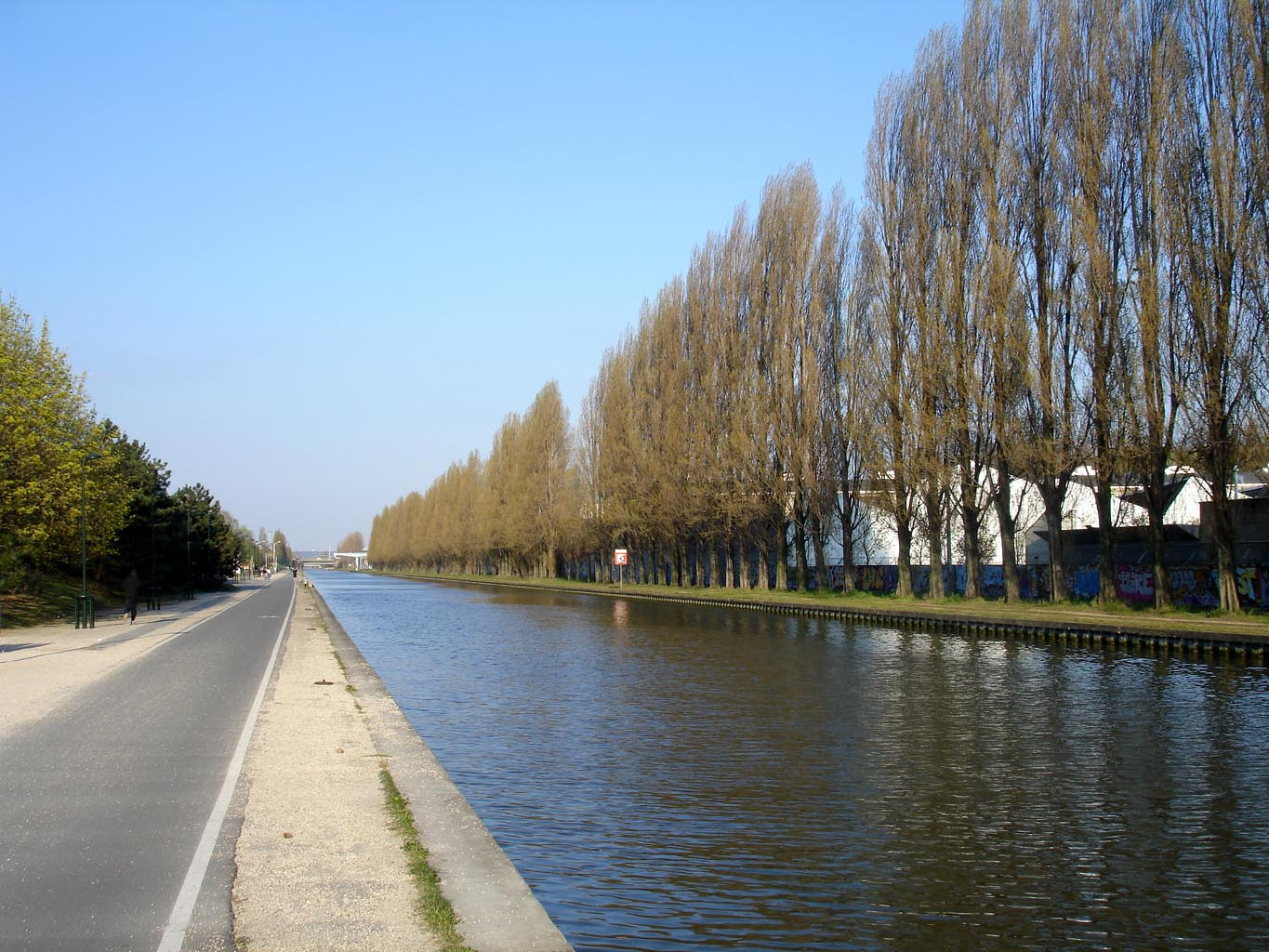
Le canal de l'Ourcq au parc départemental de la Bergère à Bobigny. Une vue de canal classique en Europe : des berges artificielles mais végétalisées et bordées de peupliers.

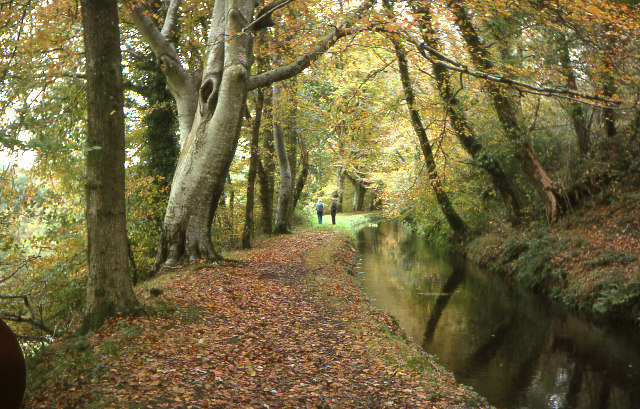
Le Tavistock Canal (Devon, Angleterre), construit pour partie en tunnel et pour partie à flanc de colline, pour transporter de l'or extrait d'une mine et importer du bois et du charbon.

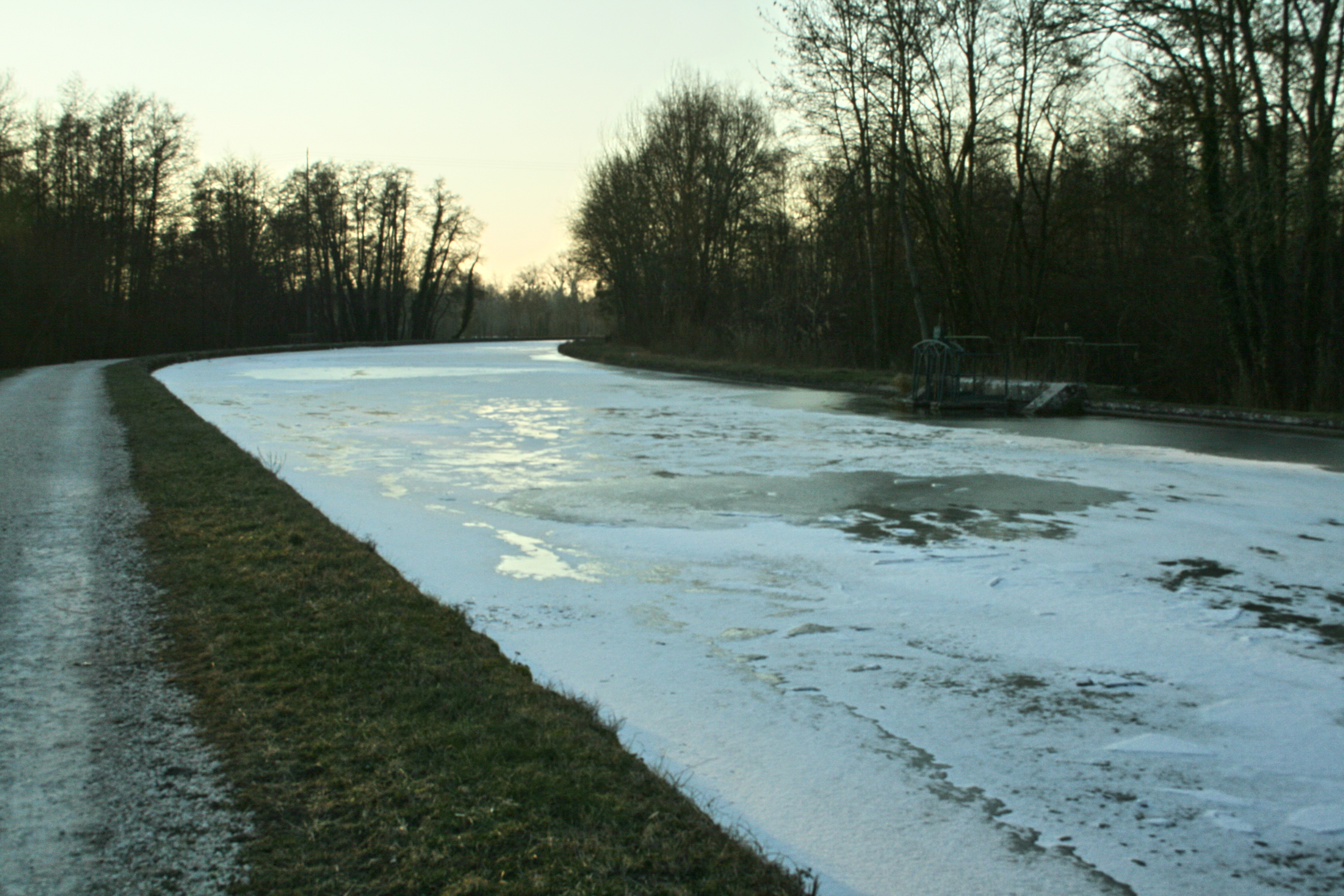
Le canal du Loing, près d'Épisy (France), pris par la glace, en février 2012.

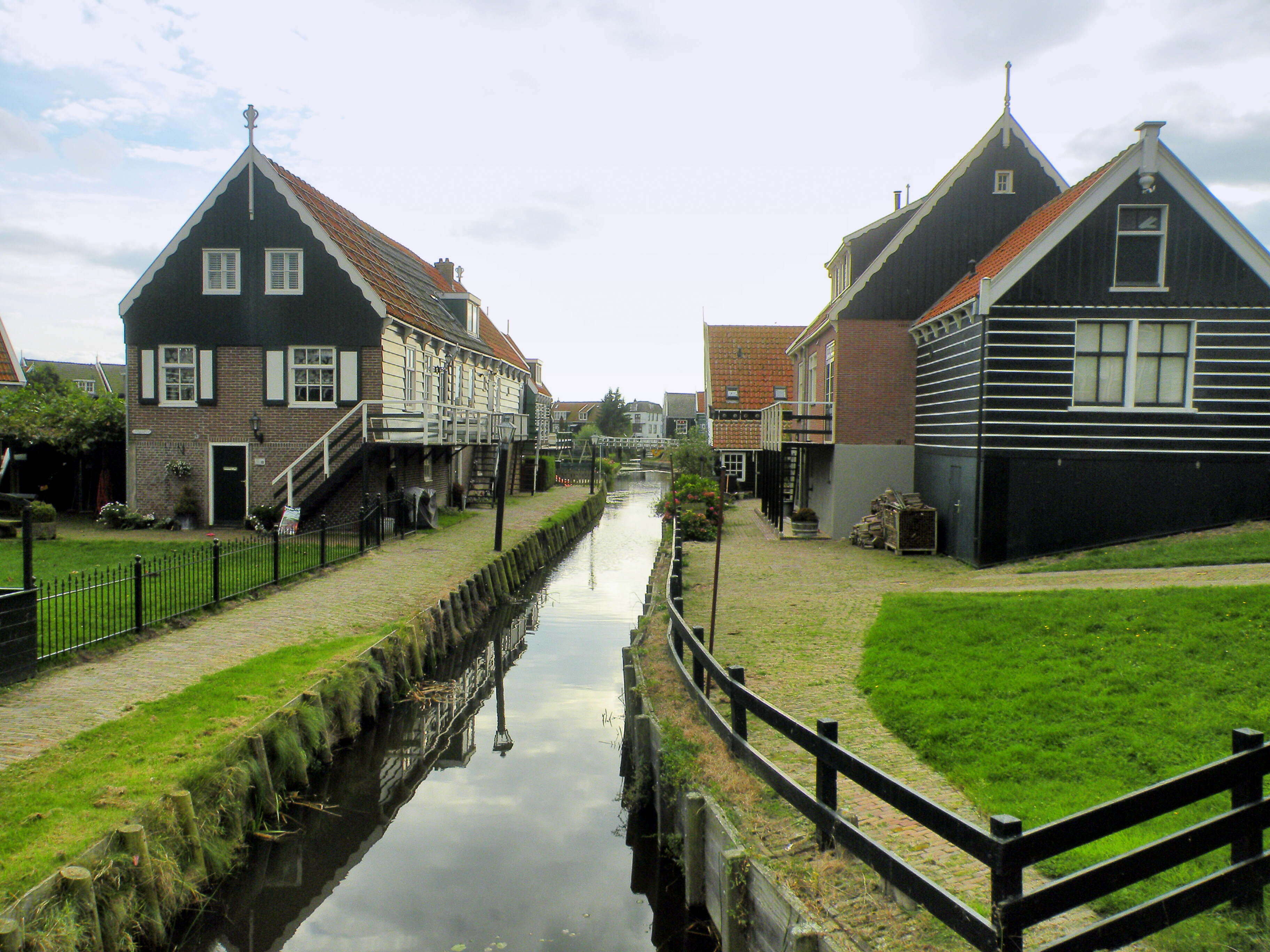
Maisons au bord d'un canal à Marken (Pays-Bas).

Un canal est un cours d'eau artificiel, de section ouverte, navigable ou non. Il en existe trois grands types : lit de rivière canalisée, construction d'un canal latéral ensuite rempli avec l'eau de la rivière, ou construction de toutes pièces là où il n’existait pas de cours d'eau.
Remarque : en français, le mot « chenal », de même origine étymologique que le mot « canal » — du latin canalis dérivé de canna, considéré souvent comme un synonyme, fait référence au lit d'un fleuve, ou à un passage ouvert à la navigation,. Selon la définition qui suit, on peut distinguer canal artificiel et canal naturel : « On appelle canal un système de transport dans lequel l'eau s'écoule et dont la surface libre est soumise à la pression atmosphérique ». Les propriétés géométriques d'un canal artificiel (construit de main d'homme) sont assez régulières, pour un canal naturel, irrégulières.

## Généralités
On doit distinguer :
- le canal d'alimentation ou d'irrigation, qui sert à transporter de l'eau, pour lequel il faut assurer un débit optimal ;
- le canal de navigation, où l'eau sert à porter des engins de transport, pour lequel on cherche à obtenir la circulation la plus simple de ces bâtiments avec le minimum de débit hydraulique.

Dans les deux cas, le canal sert de conduite canalisant l'eau dont on doit définir la section mouillée permettant le débit nominal ou le passage d'un ou plusieurs engins dont on a défini le gabarit en charge.
Un canal est une machine hydraulique aménagée par l'homme dont le concepteur doit assurer la permanence d'une alimentation en eau suffisante à sa fonction (voie navigable, voie d'alimentation en eau…) au milieu d'un environnement plus ou moins difficile.
Il peut s’agir d’un ouvrage :
- entièrement artificiel ;
- partiellement artificiel : le canal relie des étendues d'eau existantes (lacs ou étangs), comme le canal du Rhône à Sète ou le canal de Suez ;
- d’un fleuve ou d’une rivière canalisé sur tout ou partie de son cours. L’Homme modifie alors les caractéristiques géométriques et hydrauliques d’un cours d’eau, par curages, creusements, rectifications, élargissement (ex : pour « mise à grand gabarit »). La canalisation des grands fleuves (Rhin, Rhône) a été accompagnée de comblements de méandres ou de chevelus pour « canaliser l’eau » dans un cours principal contraint. On a généralement cherché à rendre ce dernier plus rectiligne pour faciliter la navigation, au détriment de la naturalité et richesse écologique et fonctionnelle des zones humides antérieurement présentes ;
- mixte avec des portions artificielles et des rivières canalisées, comme sur le canal de Nantes à Brest.

Un canal peut être :
- à niveau, comme le canal de Suez ou le canal de Corinthe ;
- à pente peu variable, comme le canal latéral à la Loire ou le canal latéral à la Garonne ;
- à bief de partage, dont le plus ancien construit en France est le canal de Briare et le plus célèbre le canal du Midi.

Les canaux sont généralement d’eau douce, mais le canal de Corinthe ou le canal de Suez, qui ne quittent pas le niveau de la mer, sont salés.
Selon René Musset, « la canalisation des rivières a d'abord été réalisée au moyen de barrages fixes » dans lesquels étaient aménagés des « pertuis », « mais n'est vraiment devenue complète et efficace qu'à la faveur de deux inventions : celle des écluses à sas, puis celle des barrages mobiles », qui ont pu remplacer les portes marinières et les pertuis fermés par des poutres ou aiguilles, afin de permettre le passage de radeaux, bateaux et bois flotté.

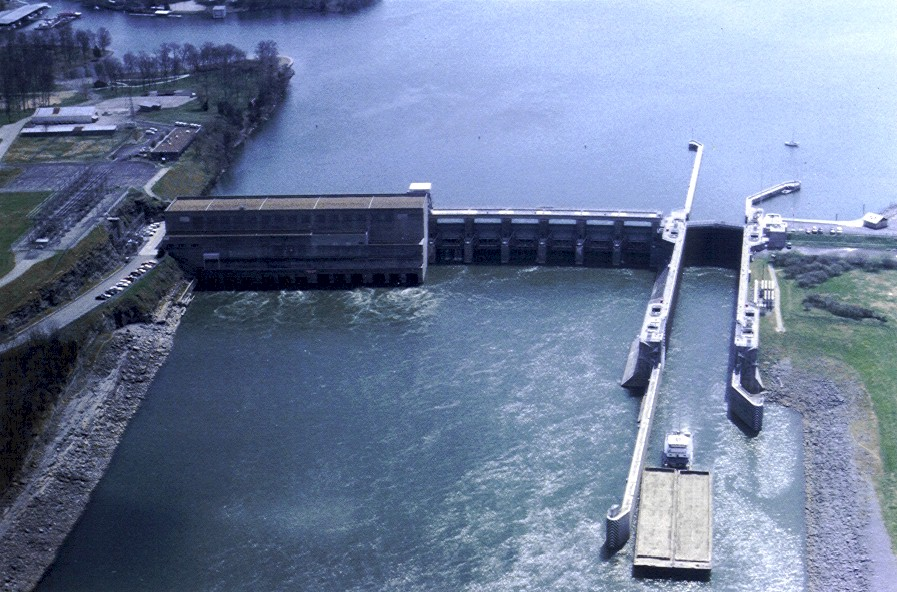
Sur cette photo un barrage sépare un lac de son canal de décharge, une porte (écluse simple) y est aménagée pour le passage des bateaux ; l'ajout d'une deuxième porte aurait permis de créer un sas d'écluse.

## Histoire

Carte du canal des pharaons. En pointillé, on remarque le niveau des eaux du golfe de Suez à l'époque de Sésostris III.

Dès l’Antiquité, puis au Moyen Âge, des berges et des fonds de cours d'eau ont été rectifiés, stabilisés et aménagés, pour empêcher les inondations en cas de crue et pour faciliter la traction (halage) et l’accostage. Des gués étaient aménagés pour permettre aux hommes, au bétail et parfois à des charrois de traverser les cours d'eau. 
Le Canal des pharaons, le premier grand canal d'une telle taille, est initié par les égyptiens et mis en service par Darius.

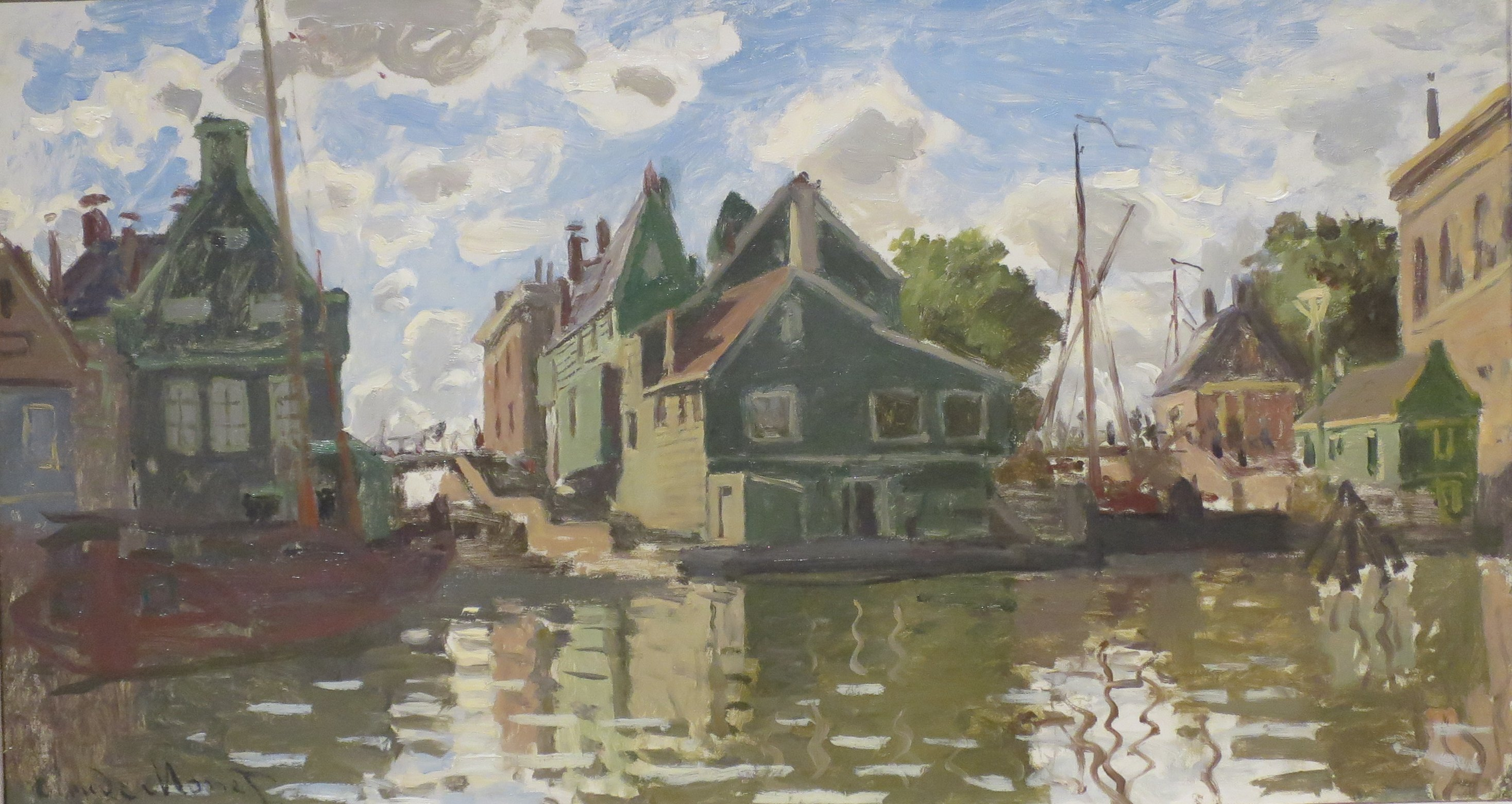
Canal à Zaandam, de Claude Monet (1871).

Les canaux à point de partage ou canaux à bief de partage réunissent des bassins et versants différents, voire deux mers différentes, à travers des massifs montagneux ; entre ces deux bassins est situé un « bief de partage », alimenté, nous dit De Rive (en 1835) « soit par des eaux de sources ou de ruisseaux conduites au moyen de rigoles, soit par des machines à vapeur qui élèvent les eaux prises dans les biefs inférieurs, jusqu'au point culminant ».
Des barrages munis de pertuis (toujours ouverts, ou bien fermés par des portes ou des « aiguilles » mobiles) permettaient de réguler les crues et de conserver de l'eau en période d'étiage. Ces aménagements étaient complétés par la construction d'embarcadères, quais et chemins de halage, puis à partir du XVIIIe siècle et surtout au XIXe siècle par la création d’écluses, parfois d’ascenseurs à bateaux, de ponts-canaux ou de passages en tunnels permettant de diminuer le nombre de biefs, tout en augmentant leur hauteur. Plus récemment, on a aménagé des gares d’eau et des points de virement des bateaux (afin qu'une péniche puisse faire demi-tour) et des ports fluviaux.
En Amérique du Nord, la construction de canaux est historiquement plus récente, mais elle fut intense au XIXe siècle surtout aux États-Unis et moindrement au Canada.
En Europe, l'histoire des canaux et de leur maîtrise interfère avec celle de l'agriculture (notamment drainée et irriguée), de l'urbanisation, de l'industrie et des guerres (dont les deux guerres mondiales).

### En Allemagne
Au haut Moyen Âge, il y avait encore très peu de ponts, mais de nombreux seuils et gués.
Selon Mercator et d'autres sources, l'empereur Charlemagne a tenté de relier le Rhin au Danube par un canal. Selon divers documents et des fouilles archéologiques récentes, la Fosse Caroline a été terminée, puis partiellement comblée ou abandonnée après l'effondrement des berges dès le début du chantier.
En tout état de cause, il doit être considéré comme le premier canal à bief de partage d'Europe et comme le précurseur des canaux du Main au Danube de Louis II de Bavière (1836), puis de sa plus récente version inaugurée en 1992.

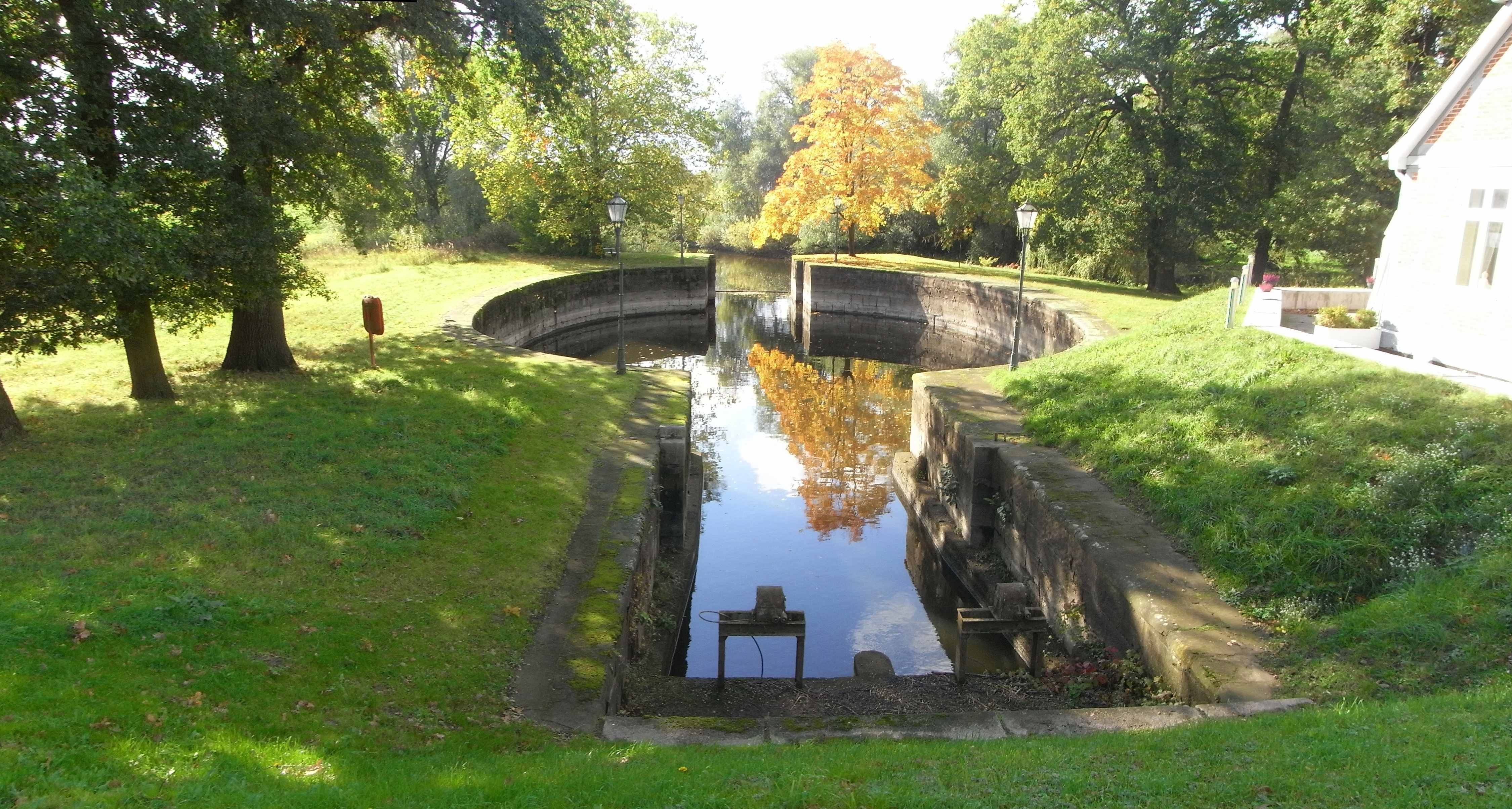
Palmschleuse

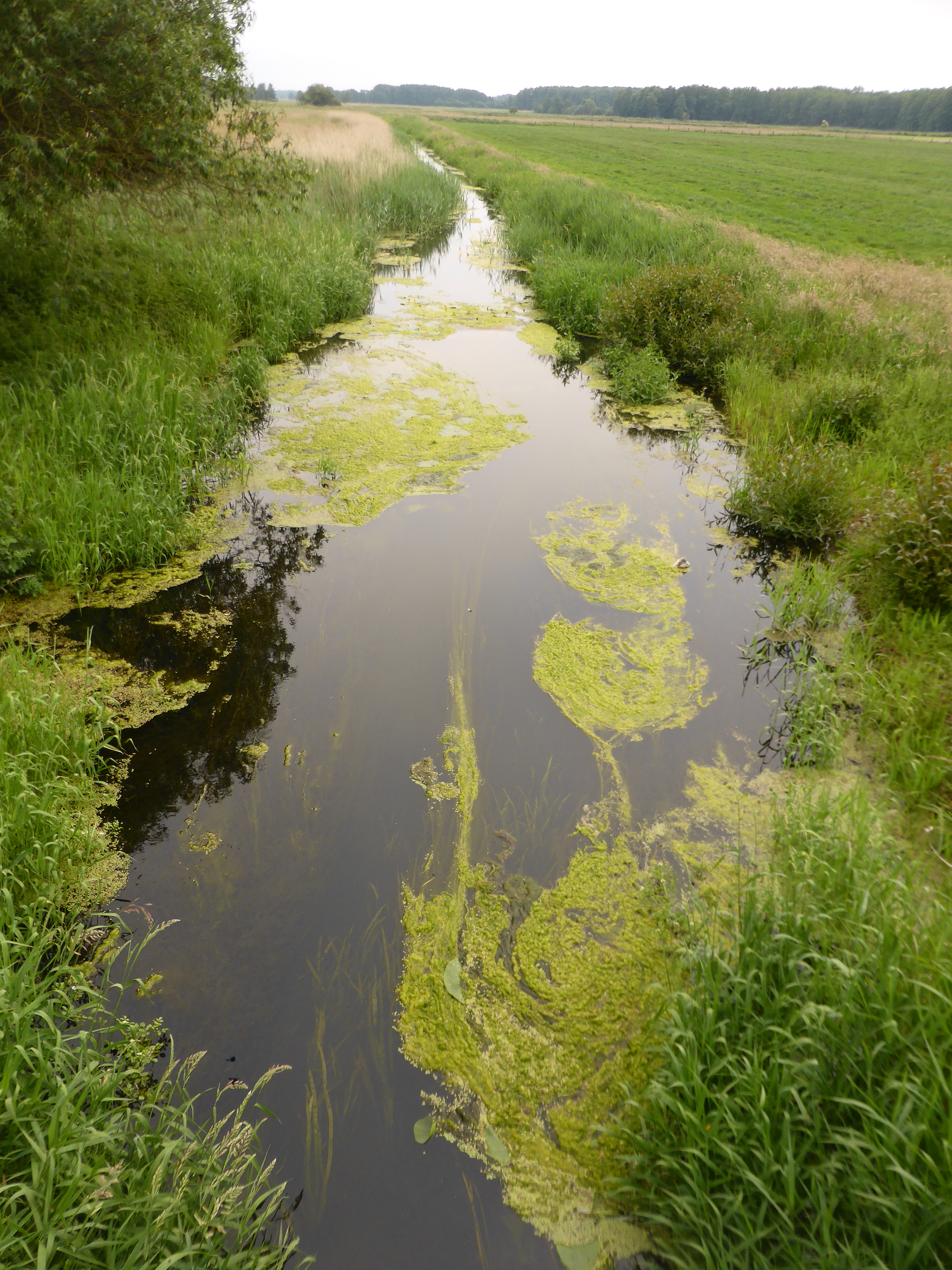
Delvenau canalisée

Le premier canal à bief de partage d'Europe opérationnel durablement, a été le Stecknitzkanal (1343). Sur 97 km, il empruntait divers petits cours d'eau pour le transport du sel de Lüneburg à Lübeck, à bord de prames, puis au-delà sur la Baltique. Une dizaine de pertuis, mais aussi une écluse circulaire et, surtout, une échelle d'écluse permettaient de « racheter » le bief de partage à seulement 16,6m au-dessus du niveau de la mer (chute moyenne : ±1,5m/km). Ces ancêtres de celles à vantaux, d'abord en bois, contribuaient à maintenir le niveau des biefs qui servaient aussi aux meuniers. Ils ont été progressivement remplacés par des ouvrages en maçonnerie.
Le canal lui-même a été rectifié et raccourci à 62km en 1900 (Elbe-Lübeck Kanal). Ce dernier est toujours opérationnel. Après l'élargissement de l'écluse de Lauenburg à une classe supérieure, le programme de modernisation des 8 autres a été récemment abandonné. Comme certains autres canaux « historiques », il est aujourd'hui surtout emprunté par la plaisance.

### En France
Dans le nord du pays, le canal de Neufossé, creusé il y a mille ans par le comte de Flandre Baudouin V, était originellement une fortification (canal et mur), gardée par trois garnisons. Elle avait mission de prévenir une invasion par l’empereur Henri III du Saint-Empire vers l'Artois, l'Artois étant à l'époque la partie la plus méridionale et la plus à l’abri du comté de Flandre. Ce canal n'a servi à la navigation qu'à partir du XVIIe siècle. Le premier cours d'eau à avoir fait l'objet d'une transformation en canal aurait été le Lot (équipé de nombreux barrages à partir du XIIe siècle et d'écluse à partir du XVIIIe siècle). Des institutions communautaires et une législation parfois complexe ont été peu à peu élaborées pour le partage des droits d'eau et l'entretien des berges et aménagements, par exemple pour la gestion communautaire des watringues (Nord-Pas-de-Calais) ou celle des canaux de Prades (Pyrénées-Orientales). Alors que le Rhône faisait encore l'objet d'intenses aménagements, en 1938, le Loir était encore (sur 127 km ; du « Moulin de la Pointe » à son confluent) « la plus longue des rivières françaises à barrages fixes avec ses 34 portes marinières », mais à cette époque « il ne voit plus passer aucun bateau ».
Au XIXe siècle, les travaux des ingénieurs Henry Darcy (cf. Loi de Darcy) et Jules Étienne Juvénal Dupuit permettent de mieux comprendre les relations qu'un cours d'eau, éventuellement canalisé peut entretenir avec une nappe sous-jacente ou proche (et inversement).
Avec l'invention de la motorisation et pour lutter contre la dégradation des berges par le « batillage » causé par la vitesse des péniches et bateaux à moteurs, de nombreux canaux ont maintenant des berges de béton ou palplanches métalliques.

## Finalités autre que la navigation
Notamment dans les zones arides du Moyen-Orient (ancienne Mésopotamie et du pourtour de la Méditerranée), certains canaux étaient prioritairement ou uniquement dédiés à l’irrigation (canal d'irrigation ou conjointement à la navigation, comme le canal du Languedoc), au drainage et à la régulation des crues (canal de dérivation). Plus tard des canaux et réseaux complexes de canaux ont aussi été créés pour le transport sur de longues distances d'eau potable ou industrielle, ou pour l'évacuation d'eaux d'exhaure (par exemple en zone d'affaissement minier, de remontée de nappe, ou poldérisées dans le Nord-Pas-de-Calais, en Belgique et aux Pays-Bas).
Plus rarement, ils peuvent servir à la production d’énergie hydroélectrique (canal EDF dans les Alpes-de-Haute-Provence et les Bouches-du-Rhône).
Dans un cas au moins un canal a été originellement construit comme ligne stratégique de défense militaire (le canal de Neufossé, dans le Nord de la France).
À la fin du XXe siècle, un tourisme de plaisance a pris de l'importance sur certains canaux, en grande partie désaffectés par le transport fluvial du fait de leur gabarit devenu insuffisant.

## Enjeux et atouts

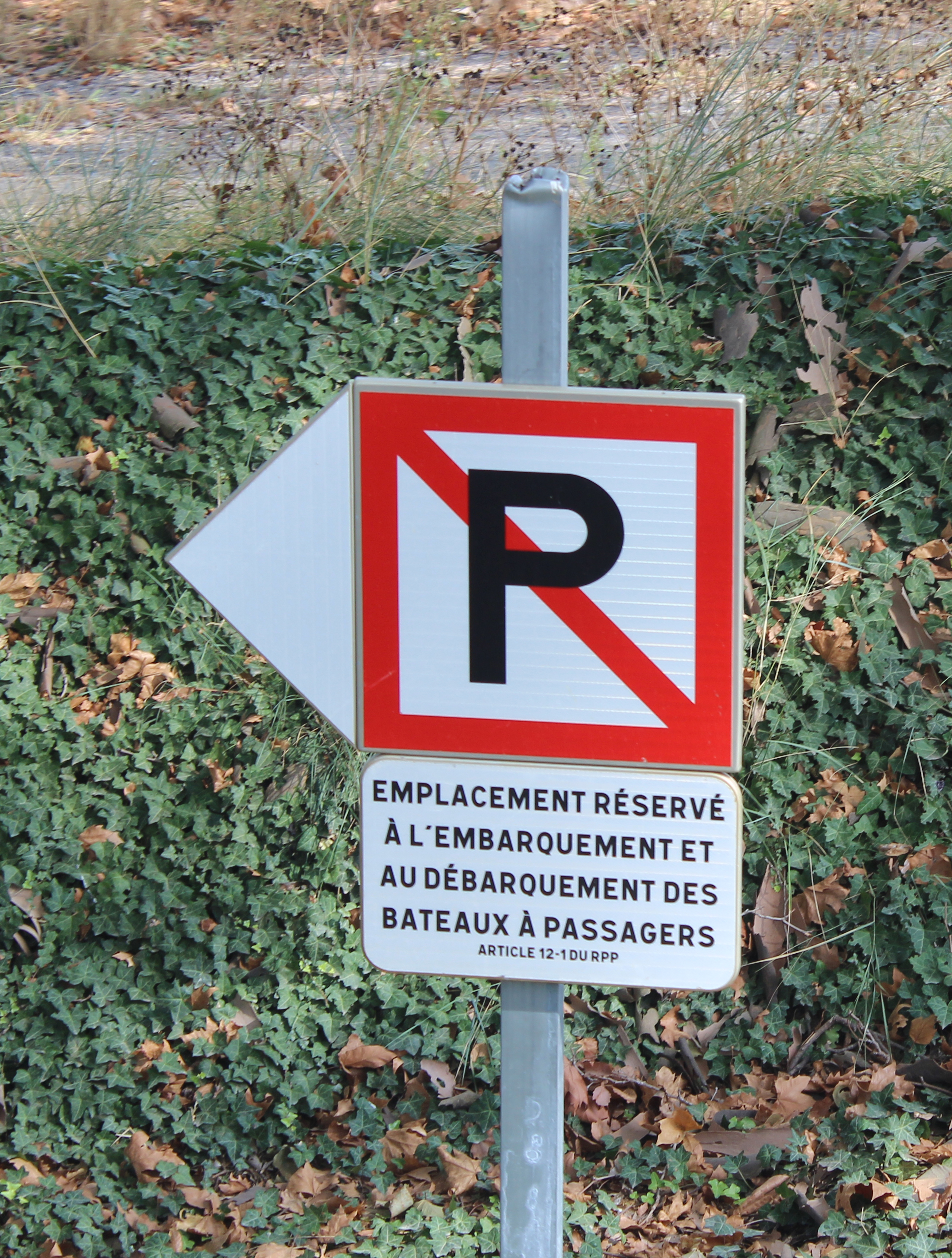
Les panneaux d'interdiction des voies navigables sont souvent similaires aux panneaux d'interdiction de la route, mais ils sont carrés au lieu de ronds.

Les enjeux et atouts liés aux canaux s'expliquent par leur histoire.
Outils de gestion de l'eau : les premiers canaux ont souvent aussi été des canaux de drainage et/ou canaux d'irrigation, en plus de leur vocation de transport de biens, animaux et/ou personnes (ex : canal de Neufossé qui là où il est constitué de l'Aa canalisée draine le réseau des watringues).
Les antiques canaux mésopotamiens ou cambodgiens, canal du Midi en France étaient d'abord ou aussi des canaux d'irrigation. En Italie, le grand réseau de canaux de la plaine du Pô qui relient les grands centres entre eux et la mer Adriatique.
Canaux de l'industrie : les canaux permettant de transporter à bas prix les lourds minerais et de nombreux matériaux dont le charbon, ils ont attiré de nombreuses industries lourdes (métallurgie, carbochimie, verreries, papeteries, etc. aux XIXe et XXe siècles, ce qui explique le haut degré de pollution de leurs sédiments et de certains terrains de dépôts de ces sédiments — ainsi, 14 % du poids du sédiment stocké sur le terrain de dépôt d'Auby dans le Nord de la France est constitué de plomb pur, mais on y trouve aussi de l'arsenic, du cadmium, du zinc et d'autres toxiques ; le sol est si pollué que sur une partie du dépôt rien ne pousse depuis vingt ans ; ces sédiments viennent de la Gare d'eau de Courcelles-lès-Lens, près de l'ancien émissaire de l'usine Pennaroya, devenue Metaleurop Nord. D'autres dépôts ne contenant que des terres issues du creusement sont propres et sont devenus de véritables refuges pour la biodiversité.
Enjeux stratégiques : parce qu'ils étaient des axes vitaux et que d'eux dépendaient de nombreuses industries, les canaux ont été des cibles et enjeux stratégiques durant la Première et la Seconde Guerre mondiale. Près des écluses et anciennes usines ou à proximité des ponts qui les traversent, ils peuvent encore abriter des munitions non explosées, et à leurs abords, les séquelles de guerre ont été particulièrement importantes, notamment en zone rouge. Les grands projets, très coûteux (ex, en France : canal Seine-Nord, canal Rhin-Rhône) sont périodiquement évoqués, étudiés ou relancés.
Les Romains avaient déjà envisagé une liaison Rhin-Rhône par la Moselle. De même, Charlemagne avait déjà un projet de canal Rhin-Main-Danube vers 793, mais dont les premiers travaux, selon Mercator, ont rapidement été interrompus en raison d'effondrement de berges et du manque de moyen de pompage de l'eau, et surtout par le fait que l'on n'avait pas encore inventé l'écluse à sas pour s'affranchir des dénivelés. Il en reste des vestiges bien visibles, appelés Fosse caroline à Graben (Graben = fossé en allemand) dans la région de Nuremberg. 
Les canaux et les ports fluviaux ont retrouvé de leur activité et de leur intérêt avec de nouveaux chalands automoteurs de transport de conteneurs et un début de relance du transport multimodal. La notion de développement durable n'est pas étrangère à ce renouveau du transport fluvial : une tonne transportée par bateau consomme cinq fois moins de gazole que par camion pour la même distance, et la pollution est donc en rapport.
Un autre aspect de l'enjeu stratégique peut être évoqué à propos du canal de détournement d'un bras du Pô (Taglio di Porto Viro) par les vénitiens (État de Lombardie à l'époque) pour ensabler le port maritime de Goro (États du Vatican à l'époque) qui faisait commerce avec l'intérieur des terres. Enjeu politique, en Irak quand Saddam Hussein fit creuser un canal pour assécher un immense territoire marécageux où vivait une population "hostile" et où s'étaient réfugiés certains déserteur de la guerre Iran-Irak.

## Canaux et environnement

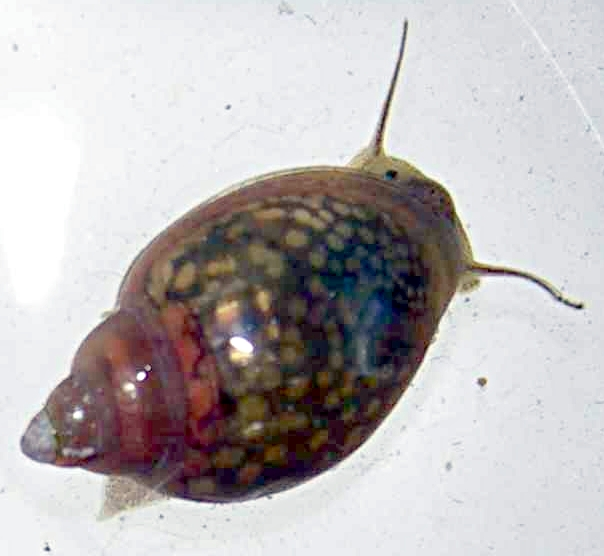
Physa acuta, l'une des nombreuses espèces exotiques envahissantes rapidement introduites en Europe via les canaux

Comme d'autres voies navigables, les canaux fournissent des aménités (tourisme fluvial, loisirs, pêche) et des services écologiques en contribuant aux réserves et à l'approvisionnement en eau, à la navigation, en offrant quelques habitats de substitution pour certains organismes aquatiques ou oiseaux d'eau. Mais ils sont aussi des couloirs de propagation d'espèces invasives. En 2008, quarante-trois espèces d'invertébrés exotiques avaient déjà été repérées sur les hydrosytèmes français par l'université de Metz. Les peuplements halieutiques y sont souvent très réduits (et parfois artificiellement maintenus par les réempoissonnements, car soumis à de nombreux polluants, à des barrières à la migration, aux pertes et simplifications de leurs habitats. La navigation peut en outre amplifier les effets de destruction d'habitats (rivulaires et du fond) avec des effets directs sur les peuplements piscicoles et de crustacés, mollusques, amphibiens… plus ou moins importants selon la section du canal, la taille, la largeur et le nombre et la vitesse des navires (péniches), le nombre d'écluses, la qualité de ses berges, etc.. Certaines espèces (brèmes, perches, gardons, anguilles…) s'y sont bien adapté et certains canaux abandonnés ont retrouvé une faune plus riche.
Le réseau de canaux artificiels n'est pas dense au point de transformer une région en archipels aux îlots multiples, mais les canaux sont des facteurs importants de fragmentation écopaysagère ; les espèces terrestres les franchissent très difficilement, en raison notamment de l'artificialisation de leurs berges et de l'absence d'écoducs. Un animal tombé à l'eau meurt généralement noyé s'il ne trouve pas un point d'appui pour se hisser sur la berge.
Localement, quelques espèces ont appris à traverser à la nage en des points qu'elles connaissent bien ; les chevreuils sont dans ce cas. Et des efforts ont été faits pour concevoir des structures leur permettant de remonter sur la berge, mais, outre que certaines de ces structures présentent un danger pour les bateaux, aucune mesure compensatoire de type écoduc n'a en Europe été tenté pour restaurer une connectivité écologique coupée par un canal. Il existe aussi quelques passages inférieurs (sous des ponts-canaux, et de très nombreux ponts, qui permettent à quelques espèces (petits mammifères notamment) de traverser. Le cas idéal de ce point de vue étant les canaux en tunnel ou en pont-canal. De nombreux ponts enjambent des canaux en supportant des routes secondaires que certaines espèces utilisent pour traverser le canal, mais cette densité d'ouvrages est moindre sur les autoroutes et les lignes de TGV, et aucun n'est à ce jour[Quand ?] conçu ni géré comme un écoduc.
Certains canaux sont trop pollués pour des poissons migrateurs tels que les salmonidés, mais ils constituent cependant pour les anguilles ou certains poissons (et même exceptionnellement pour le castor), des corridors biologiques, bien que de médiocre qualité, à la différence de leurs berges et abords souvent écologiquement très intéressants.
En connectant physiquement et biologiquement des bassins versants naturellement isolés les uns des autres à l'origine, les canaux ont fortement contribué à appauvrir la biodiversité au profit de la diffusion d'espèces invasives, par exemple en Europe la moule zébrée, le rat musqué, le ragondin, le silure, des jussies, la renouée du Japon, la tortue de Floride, l'escargot Physa acuta parfois parce que des entreprises, collectivités, associations ou individus n'ont pas pris conscience des risques qu'il y avait à diffuser dans l'environnement des espèces allochtones, parfois acquises pour le commerce ou à titre d'agrément puis jetées dans la nature quand elles devenaient trop envahissantes ou inutiles.
Dans le monde, plusieurs organismes responsables de la gestion des canaux ou berges, cherchent à augmenter leur potentialités pour la biodiversité, par une gestion différenciée, écologique (ex. : abandon des pesticides, utilisation de moutons pour la tonte des chemins de halage), et diverses techniques de renaturation et de génie écologique.
Il semble que certains canaux abandonnés par la navigation peuvent retrouver un certain intérêt pour la biodiversité (bien que généralement eutrophes et dotés de sédiments pollués, notamment en offrant des microhabitats aux alevins, mais peu de données sont disponibles sur les risques liés aux contaminants stockés dans les sédiments.
Les canaux participent à la résilience écologique, notamment en période de crues les canaux constituent un très bon réservoir biologique.

## Canaux et paysages

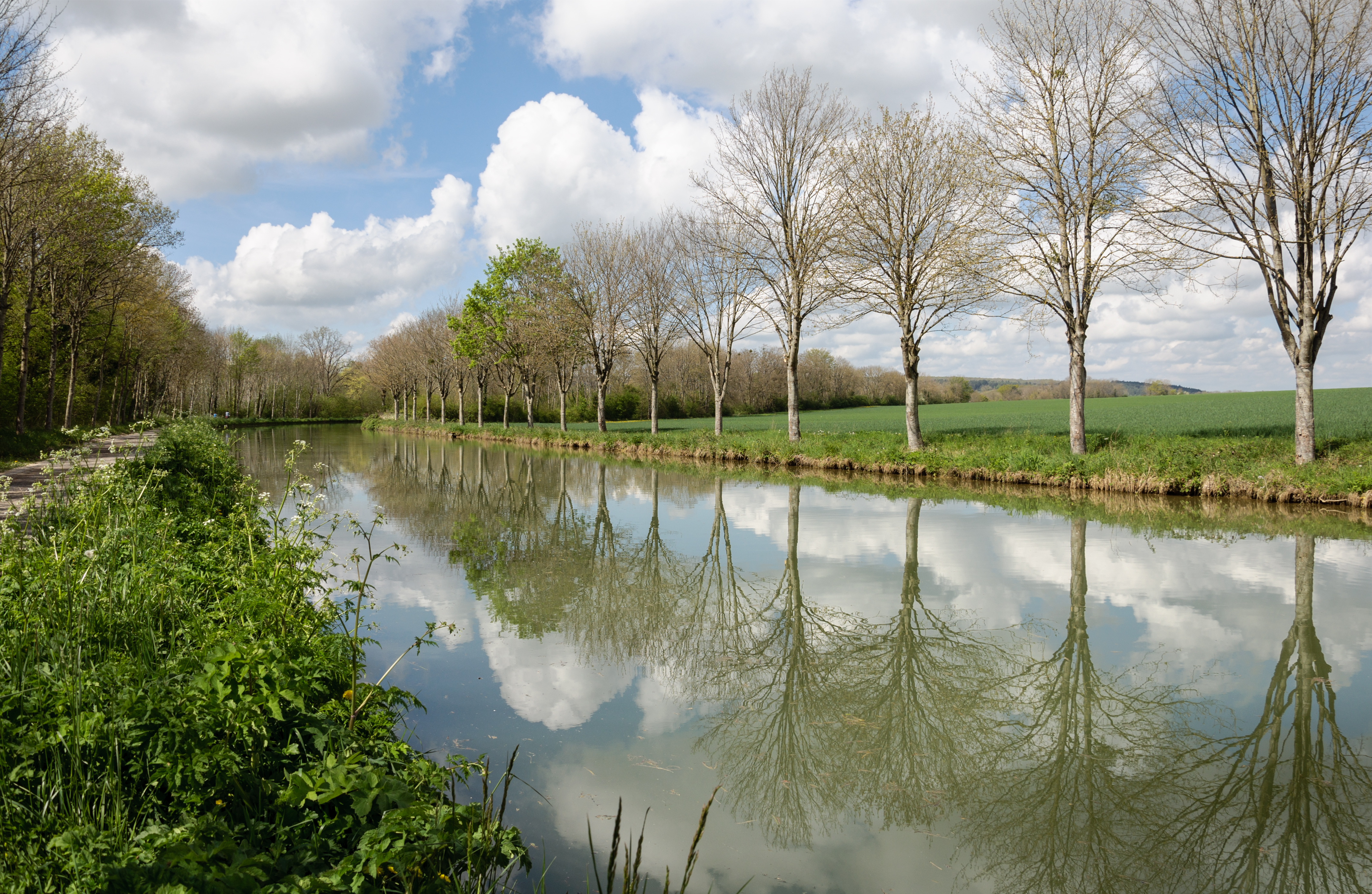
Le canal de Bourgogne vers Fulvy, dans l'Yonne

En termes de naturalité et de paysage, le canal ne saurait se substituer à un cours d'eau sauvage, et si ses eaux sont souvent turbides et plus calmes, et moins riche en espèces patrimoniales, le canal contribue indirectement à diminuer les impacts paysagers des routes et les impacts environnementaux des transports.
- Chaque tonne transportée par eau consomme cinq fois moins de gazole que par camion à distance équivalente. La traction depuis la berge si elle était réutilisée réduirait encore d'un facteur quatre le besoin de puissance (par rapport à un même bateau, automoteur). Il a été proposé de turbiner les vidanges des grandes écluses pour produire de l'électricité. Et les techniques disponibles permettraient encore d'autres économies d'énergies, au profit d'une moindre dégradation générale de l'environnement et des paysages.
- La voie d'eau contribue à limiter l'engorgement urbain (par exemple, la construction du stade de France et de la bibliothèque François-Mitterrand ont tenu compte de la proximité respective du canal Saint-Denis et de la Seine).
- Les berges végétalisées de certains canaux ont une valeur paysagère reconnue et il n'est pas rare de voir hérons et autres martins-pêcheurs vivre au bord des canaux.

Le dessinateur Reiser disait : « Vivre à côté d'une nationale, c'est l'enfer. Une voie ferrée, on s'y habitue. Un canal, c'est un paysage ! »

## Altimétrie et différents types de canaux de navigation
Les canaux sont divisés en biefs, plus ou moins longs selon le relief, qui sont séparés par des écluses permettant aux péniches et autres bateaux de changer d'altitude. En Bourgogne, dans l'Yonne, l'écluse septuple de Rogny-les-Sept-Écluses permettait de franchir une hauteur de 24 m sur un peu plus de 200 m, les chalands passant d'un sas directement dans l'autre.
On distingue plusieurs sortes de canaux :
1. La dérivation.
C'est un canal assez court généralement qui permet de court-circuiter des méandres d'une rivière navigable. L'Yonne, la Seine dans son haut cours, la Saône sont ainsi équipées de quelques dérivations.
2. L'embranchement.
Lui aussi est un canal court. Il est en cul-de-sac et permet de relier une ville importante à la voie d'eau la plus proche.
Épinal, Montauban, Vermenton, Vouziers sont ainsi desservies par des embranchements. Selon la configuration du terrain, un embranchement est alimenté par la voie d'eau qu'il rejoint, ou bien au contraire par une rivière en son point amont. Dans ce dernier cas, il peut servir de rigole alimentaire pour le canal principal.
3. Le canal latéral.
Comme son nom l'indique, il longe une rivière et remplace la navigation sur celle-ci. Il est alimenté en son origine amont par cette rivière généralement, puis en différents points de son parcours par des ponctions sur les affluents de cette rivière. Il est en quelque sorte une dérivation dont la longueur peut dépasser 200 km. Exemples : le canal latéral à la Loire, le canal latéral à l’Aisne.
4. Le canal de jonction par dérivation.
Ce type de canal joint deux rivières appartenant à deux bassins ou sous-bassins différents lorsque le relief qui les sépare est faible. Il part d'un point haut de la rivière A en descendant très peu et en accompagnant une courbe de niveau jusqu'au point où cette courbe passe sur le versant de l'autre rivière. Éventuellement, on peut avoir recours à un passage en tranchée pour réduire la distance. À partir de là, le canal descend rapidement vers la rivière B. La partie sud du canal de Saint-Quentin (ou « canal de Picardie ») et le canal de la Sauldre appartiennent à ce type de canal.
5. Le canal de jonction à bief de partage.
Un tel canal joint lui aussi deux rivières différentes, mais en franchissant le relief qui les sépare de la même façon qu'une route franchit un col de montagne. Le bief le plus haut est appelé bief de partage (il croise la ligne de partage des bassins des deux rivières) et doit nécessairement être constamment alimenté en eau sous peine de s'assécher un peu à chaque éclusage. Cela nécessite, dans les collines avoisinantes, de créer tout un réseau de rigoles et d'étangs-réservoirs plus hauts que le bief de partage pour l'alimenter.
Sur le canal de Nantes à Brest, au bief d'Hilvern, une « rigole » de 64 km de long pour une distance à vol d'oiseau de moins de 20 km permet de recueillir de l'eau de l'Oust pour alimenter le canal, en ayant serpenté le long des courbes de niveau. Le prototype mondial de ce type de canaux est le canal de Briare qui, depuis 1642, joint la Loire à la Seine, via le Loing. Les canaux de jonction à bief de partage ont été construits bien avant les canaux latéraux, dans le but de connecter au maximum les rivières entre elles. Les canaux de Bourgogne, du Nivernais, du Midi, de l'Aisne à la Marne, de la Marne au Rhin, etc. sont de ce type.
6. Le canal maritime.
Ce type de canal peut être lui-même de trois types.
  - A. Le premier est un canal qui permet la jonction du port d'une ville proche de la mer avec celle-ci. Il s'apparente donc à l'embranchement. Le canal de Caen à la mer et celui de Carentan sont de ce type.
  - B. Le second type de canal maritime est latéral à un estuaire interdit aux bateaux fluviaux, ou impraticable du fait de son ensablement. Il s'apparente donc à une dérivation. Le canal de Tancarville en est le plus célèbre exemple dans notre pays, mais on peut citer également le canal maritime de Marans à la mer.
  - C. Le dernier type de canal maritime joint deux mers entre elles. Il peut être complètement de niveau comme le canal de Suez ou le canal de Corinthe, ou bien à bief de partage, comme le canal de Panama alimenté en son sommet par le lac Gatún.

## Le canal, un ouvrage prométhéen

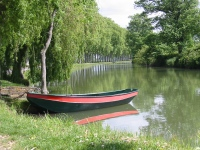
Le canal du Midi, au sud de Toulouse, aujourd'hui utilisé pour le tourisme et l'irrigation

Le canal est une rivière artificielle que l'Homme se construit pour pallier les manques de la Nature pour ses besoins de transports et d'irrigation. Il s'agit de dompter, de maîtriser, d'apprivoiser l'élément naturel le plus capricieux et le plus vital qui soit : l'eau.
De grands travaux de construction (terrassement, étanchéité, maçonnerie, etc.) ont été nécessaires pour construire les différents canaux, depuis le canal proprement dit avec ses écluses, ses ponts-canaux, ses aqueducs, ses tunnels, ses déversoirs, etc. jusqu'aux ports et autre dispositifs hydrauliques. Les premiers travaux d'assainissement du Moyen Âge sont réalisés en Hollande par des spécialistes qui essaimèrent leur savoir-faire dans toute l'Europe, précédés par les Romains qui commencèrent l'assèchement des marais et zones humides par le creusement de fossés au cours de la centuriation des terres conquises. Suivi ensuite par le creusement de canaux artificiels d'assèchement du Delta du Pô et des marais Padusa dès le XIIe siècle. Pour la France, les marais poitevins furent endigués à partir de la fin du Xe siècle.
Les écluses maintiennent un mouillage minimum et permettent aux bateaux de circuler à contre-courant sans effort. En contrepartie la pente hydraulique d'un bief (un tronçon entre deux écluses) est pratiquement nulle, ce qui nécessite des opérations de dragage périodiques pour éviter l'envasement.

## Catégories de voies navigables
Voir l'article Classe CEMT qui explique les différentes classes de canaux en fonction des gabarits acceptés de bateaux.

## Canaux notoires

### Dans le monde
- Le Grand Canal de Venise (Italie)
- Canal de Suez (Égypte)
- Canal Don-Volga (Russie)
- Canal de Panama (Panama)
- Canal de Corinthe (Grèce)

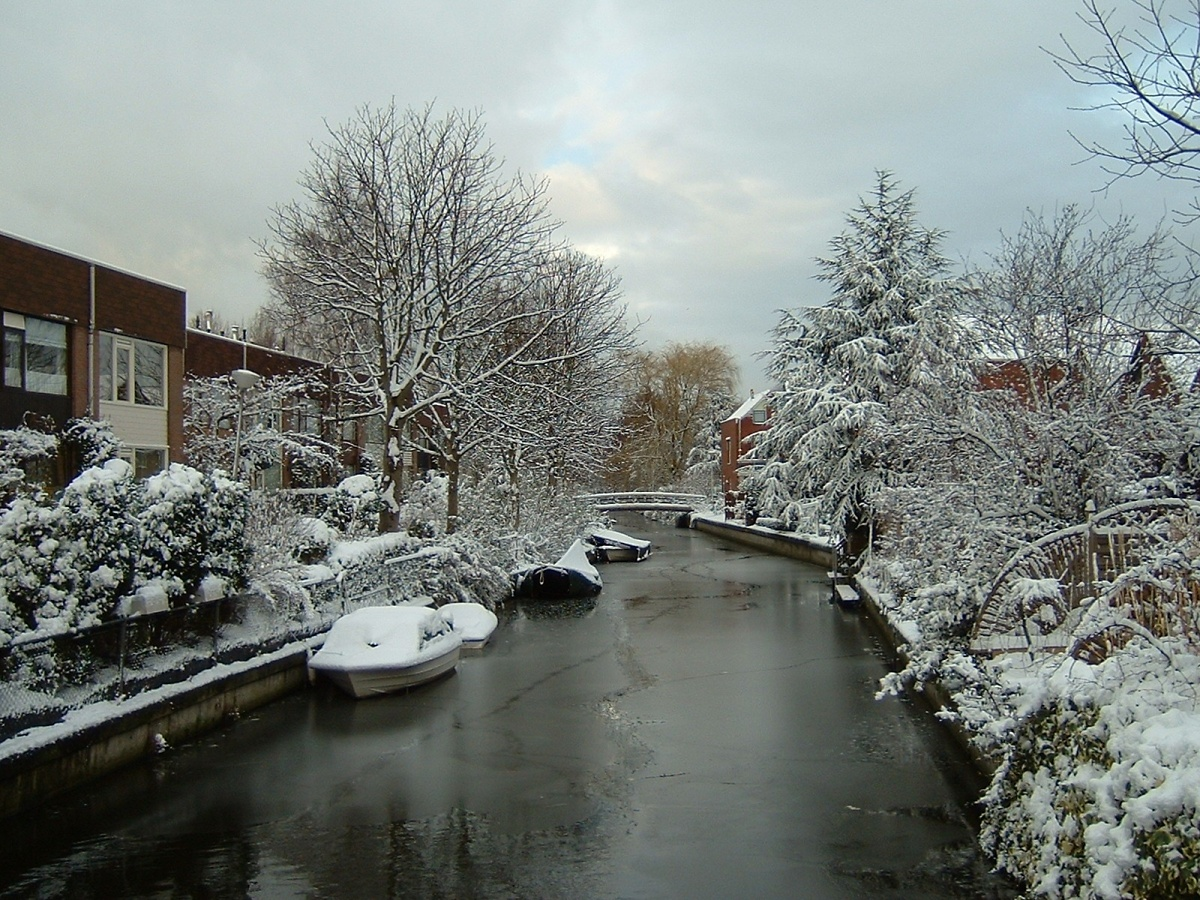
Un canal sous la neige, aux Pays-Bas

- Voie maritime du Saint-Laurent (Canada)
- Canal Göta (Suède)
- Canal Kennet et Avon (Angleterre)
- Naviglio Grande (Italie)
- Canal d'Elbląg (Pologne)
- Canal calédonien (Écosse) : il emprunte le Loch Ness
- Canal Rhin-Main-Danube (Allemagne)
- Mittellandkanal (Allemagne)
- Canal de Kiel (Allemagne)
- Grand Canal (Chine)
- Canal Rideau (Canada)
- Canal Érié (États-Unis)
- Canal Danube-Mer Noire (Roumanie)
- Canal Albert (Belgique)

### En France

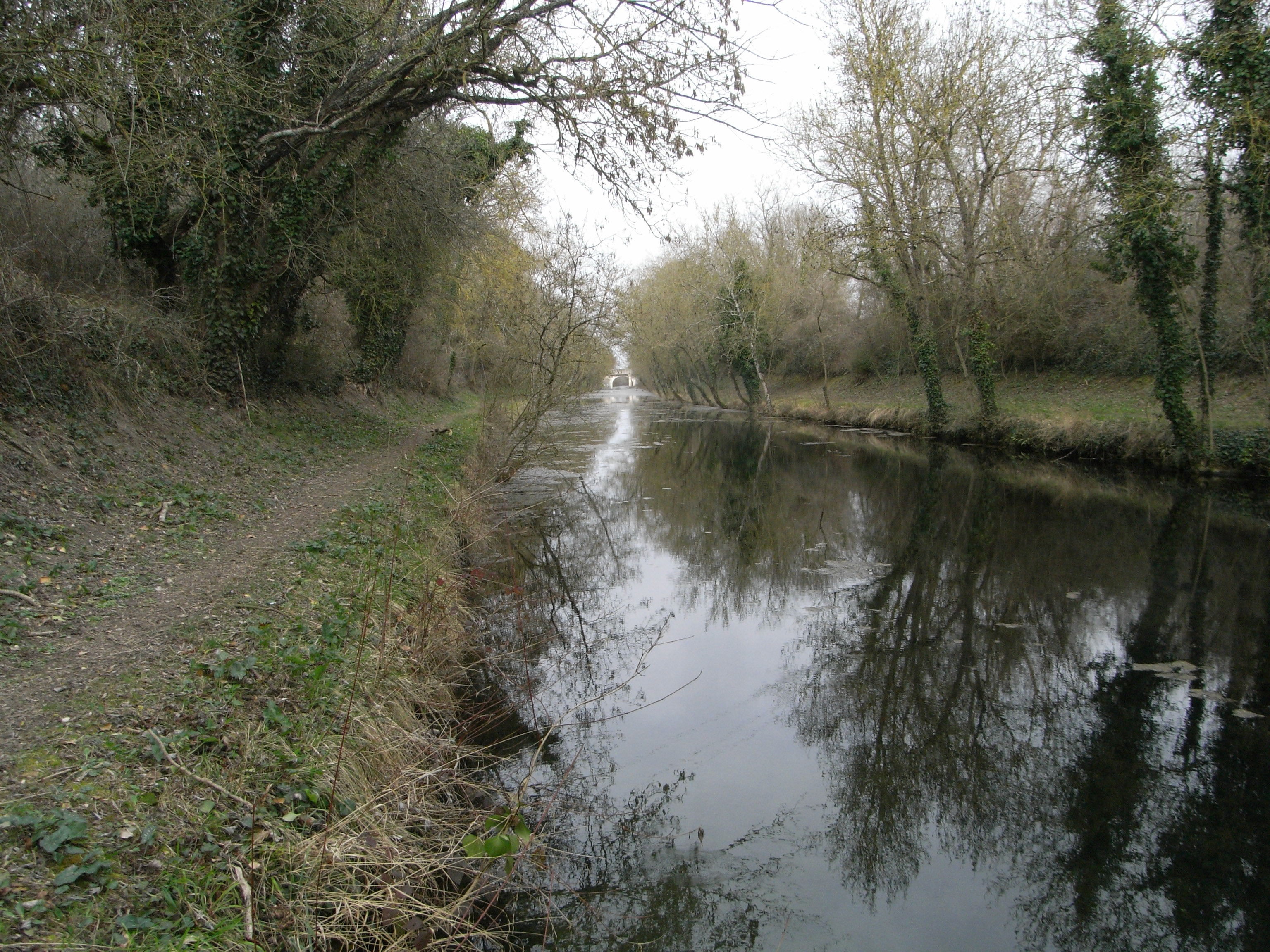
Canal de Rompsay à Moullepied

- Canal d'Arles à Bouc (représenté par van Gogh dans Le Pont de l'Anglois)
- Canal de Bourgogne
- Canal de Briare (prototype de tous les canaux modernes)
- Canal Dunkerque-Escaut
- Canal de l'Est
- Canal latéral à la Loire (De Briare à Digoin)
- Canal latéral de Roanne à Digoin
- Canal de Marans à La Rochelle ou Canal de Rompsay
- Canal de la Marne au Rhin
- Canal du Rhône au Rhin
- Canal du Midi (classé Patrimoine mondial de l'Humanité en 1996)
- Canal de Garonne
- Canal du Rhône à Sète
- Canal de Nantes à Brest
- Canal du Nivernais
- Canal du Nord
- Canaux parisiens
- Canal de Savières (un des rares cours d'eau d'Europe dont le courant peut s'inverser)